# Aula isíaca
L'Aula isíaca o Casa d'Isis és un saló subterrani sota la també anomenada així basílica-auditori de la Domus Flavia al Palatí de Roma.
Es tracta d'un espai cobert amb volta de canó d'una casa republicana rica, excavada al segle xviii, que va ser decorada a l'inici de l'imperi en l'època d'August, entre el 30 aC i el 25 aC, amb frescs arquitectònics del segon estil avançat. El nom de l'aula deriva dels nombrosos temes reproduïts, relacionats amb el culte egipci a Isis i Serapis. Les pintures es van extreure del lloc i ara es conserven en una lògia de l'Antiquarium del Palatí.
La forma de la sala és rectangular, amb costats curts lleugerament corbats, interrompuda en part pels fonaments dels lavabos de la Domus Transitoria de Neró. S'ha conservat gairebé íntegrament una de les parets llargues, tripartida mitjançant quatre esveltes columnes, sobre un alt podi pintat, que insinuen una mínima perspectiva. Al centre es troba un edicle pintat amb escenes de paisatge. La banda, a mitja altura està decorada amb panells amb escenes de gènere i figures entre espirals. Sobre el fris es representen ureos egipcis. Per completar els costats de l'edicle, dos grans passatges mitològics, un dels quals sembla representar el naixement d'Helena.
La decoració que ha sobreviscut en un dels costats curts té un estil similar, amb un paisatge nilótico amb animals, com a hipopòtams, en el podi. La volta, conservada només en part, té una decoració molt refinada, amb complexos motius de cintes en vermell i blau entrecreuant-se i formant complicats dibuixos que emmarquen escenes amb símbols d'Isis i objectes del seu culte (flors de lotus, garlandes, serps). El fons és blanc i els colors s'hi disposen equilibradament entre variades tonalitats, triades per dur a terme contrastos cromàtics. Aquest tipus de decoració es va posar de moda a les residències romanes en l'època d'August com a gran recurs ornamental.
Es poden comparar aquestes pintures amb les de la Casa de la Farnesina, amb anàlegs fons neutres i grans quadres, encara que en aquest cas, el cromatisme està més estudiat i la perspectiva més reeixida.